# Yola Streese
Yola Streese (* 2006) ist eine deutsche Schauspielerin.

## Leben
Yola Streese wuchs in Berlin als Tochter von Claudia Hausen-Streese und Folko Streese auf. 
Bekannt wurde sie durch den deutschen Kinofilm Mein Lotta-Leben – Alles Bingo mit Flamingo! aus dem Jahr 2019. 2022 spielte sie erneut in Mein Lotta-Leben: Alles Tschaka mit Alpaka! ebenfalls eine der beiden Hauptrollen.

## Filmografie
- 2019: Mein Lotta-Leben – Alles Bingo mit Flamingo!
- 2022: Mein Lotta-Leben: Alles Tschaka mit Alpaka!